# Toxicoscordion paniculatum
Toxicoscordion paniculatum es una especie norteamericana de planta fanerógama en el género Toxicoscordion.

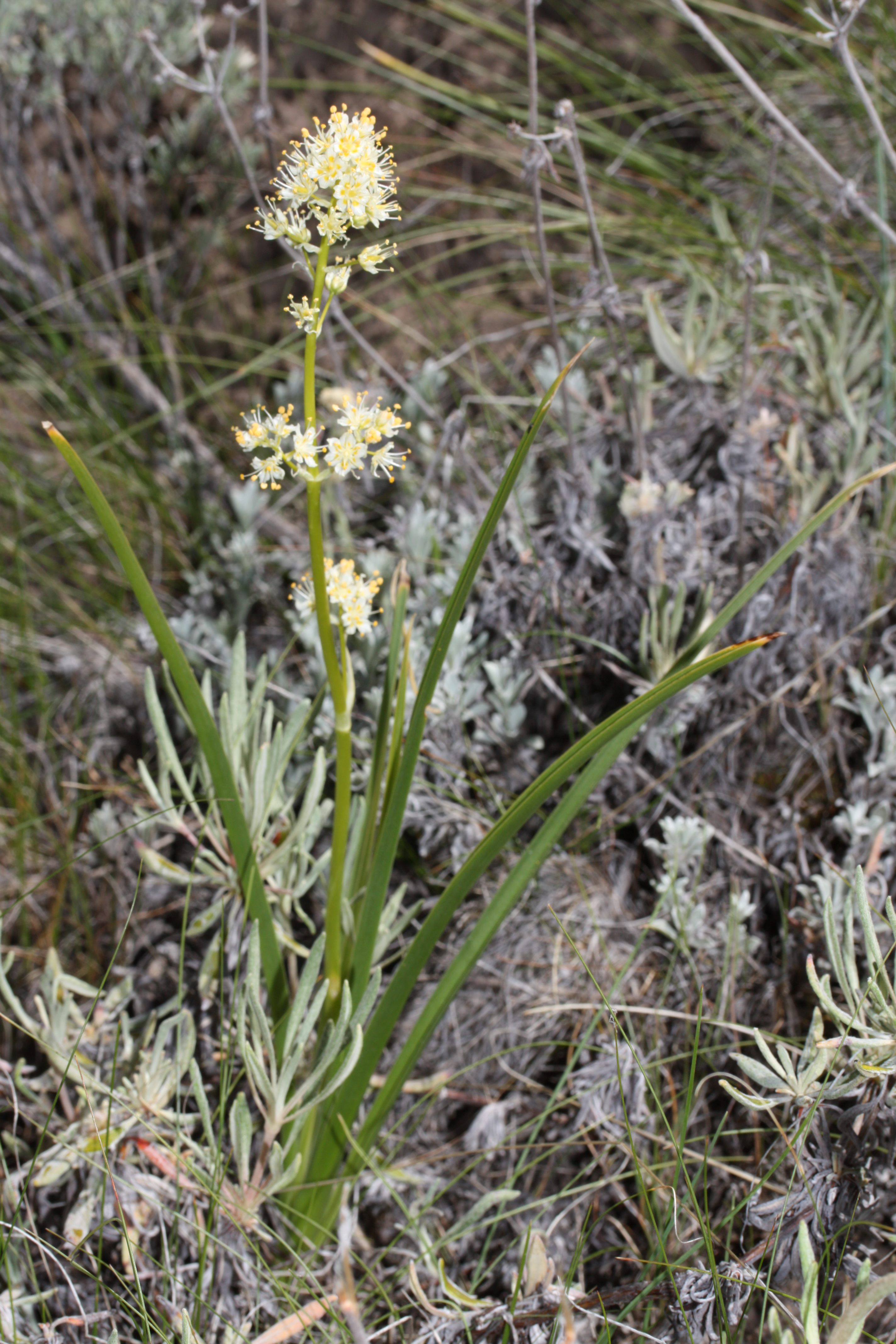
Vista de la planta

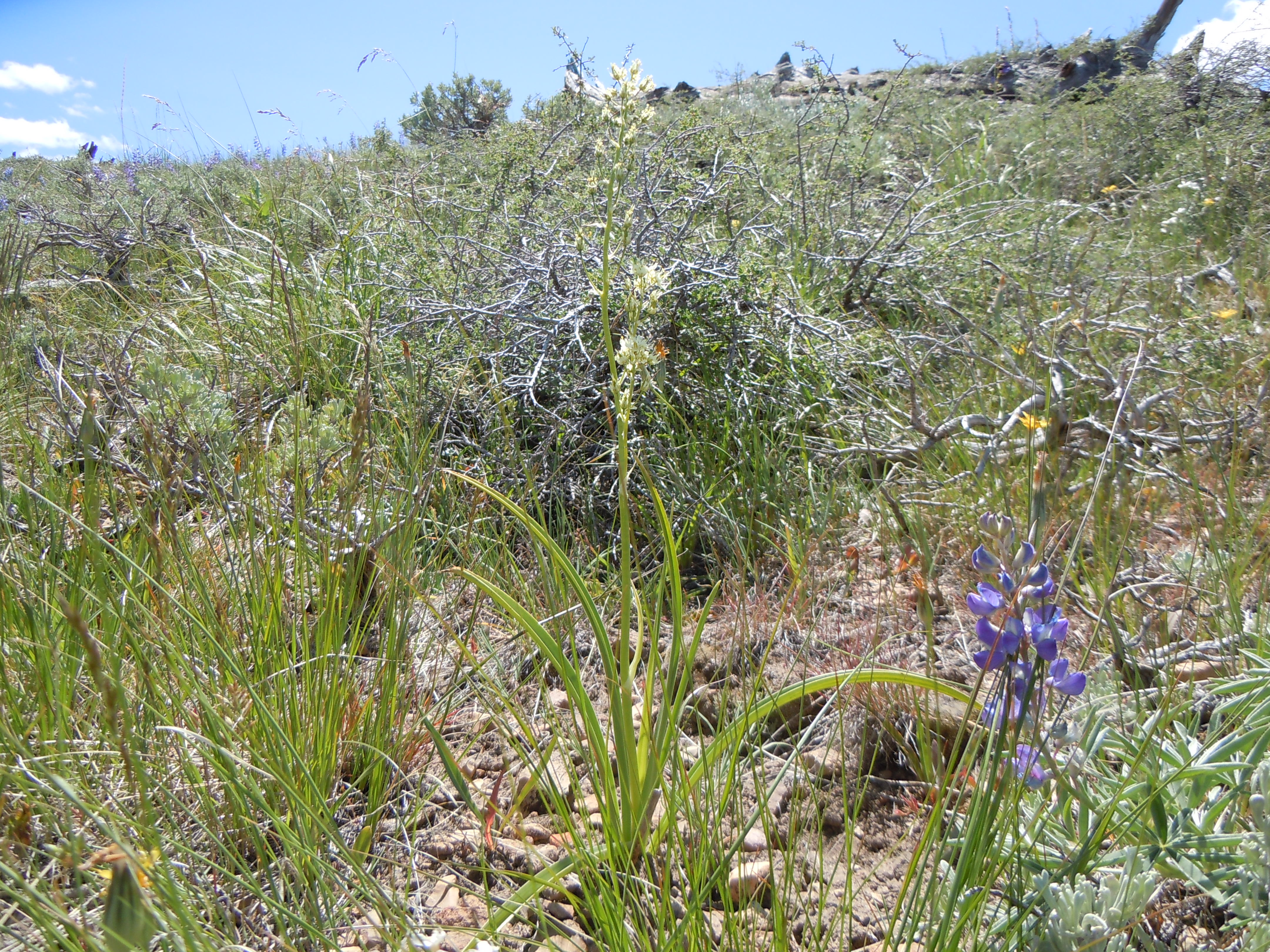
Hábitat

## Distribución
Se encuentra ampliamente distribuida en gran parte del oeste de Estados Unidos, especialmente en las montañas y desiertos de la región de la Gran Cuenca al oeste de las Montañas Rocosas. Crece en muchos tipos de hábitat, incluyendo la meseta de artemisas, los pastizales, los bosques, etc.

## Descripción
Toxicoscordion paniculatum es una flor silvestre perenne que crece de un bulbo color marrón o negro de hasta 5 centímetros de largo por 3 de ancho. El tallo crece hasta los 70 centímetros de largo. Las hojas son lineales y que miden hasta 50 centímetros de largo. La mayoría de las hojas se encuentran en la base del tallo y puede haber algunas hojas reducidas anteriores. La inflorescencia es una abierta panícula de flores, convirtiéndose densa en la punta. La panícula contiene hasta 80 flores, la mayoría de los cuales son bisexuales; algunas flores en el extremo de las ramas, y cerca de la base de la panoja sólo son estaminadas (masculinas), o son estériles. Cada flor tiene seis tépalos, los tres del interior ligeramente mayor que los del exterior, y miden alrededor de 3 a 6 milímetros de longitud. Los tépalos son de color crema, cada uno con una glándula de color verde amarillento en la base. El fruto es una cápsula de 1 o 2 centímetros de largo.

## Usos
Esta planta es tóxica para los animales, para el ganado en general, se debe evitar porque es difícil de asimilar Casos de intoxicación humana por la ingestión de los bulbos también se han documentado.

## Taxonomía
Toxicoscordion paniculatum fue descrita por (Nutt.) Rydb. y publicado en Muhlenbergia; a journal of botany 6(7): 83. 1910.
Sinonimia
- Zigadenus paniculatus (Nutt.) S.Watson
- Zygadenus paniculatus (Nutt.) S.Watson, alternate spelling
- Helonias paniculata Nutt.
- Gomphostylis paniculata (Nutt.) Raf.[1]